# Такахата, Исао
Исао Такахата (яп. 高畑 勲 Такахата Исао, 29 октября 1935, Удзиямада, Япония — 5 апреля 2018 года, Токио, Япония) — японский режиссёр анимации, сценарист и продюсер, сооснователь Studio Ghibli. Долгое время работал с Хаяо Миядзаки, будучи сначала его руководителем, затем партнёром. Наиболее известные его картины: военная драма «Могила светлячков», мелодрама «Ещё вчера», комедия «Мои соседи Ямада», трагикомедия «Помпоко: Война тануки», а также номинированная на «Оскар» картина «Сказание о принцессе Кагуя», основанная на народной сказке. В отличие от большинства режиссёров аниме Такахата никогда сам не занимался отрисовкой.

## Биография

### Начало жизни и ранняя карьера
Родился в городе Удзиямада (теперь Исе) префектуры Миэ. Был младшим из семи братьев и сестер. Его отец, Асадзиро Такахата (1888—1984), был директором средней школы, позднее, после войны, стал руководителем системы образования префектуры Окаяма. 29 июня 1945 года, когда Исао Такахате было девять лет, он и его семья пережили крупный воздушный налет авиации Соединенных Штатов на город Окаяма.
Такахата окончил Токийский университет в 1959 году, специализируясь на французской литературе. Во время обучения он посмотрел французский анимационный фильм «Король и птица» (Le Roi et l’Oiseau), благодаря которому очень увлёкся анимацией, но хотел быть только сценаристом и режиссёром анимационных работ, а не рисовать анимацию сам. После окончания университета друг предложил ему подать заявку на должность режиссёра анимации в только что созданную тогда студию Tōei Dōga animation company (ныне Toei Animation); Такахата успешно сдал вступительный экзамен и был нанят в качестве помощника режиссёра для создания нескольких анимационных сериалов и фильмов, в том числе «Волчонок Кен», где наставником Такахаты был Ясуо Оцука. Спустя некоторое время Эцука предложил Такахате снять собственный анимационный фильм. Его режиссёрским дебютом стала лента «Принц Севера» (иначе «Великое приключение Гора, Принца Солнца», 1968). В этом фильме Эцука был режиссёром анимации, а другой сотрудник Toei — Хаяо Миядзаки — выступил в качестве главного художника. В тот момент зародилась дружба Такахаты и Миядзаки, продлившаяся много десятилетий. Позже фильм «Принц Севера» будет признан одним из определяющих произведений современной японской анимации, хотя на тот момент он потерпел коммерческую неудачу, и Такахату сняли с должности режиссёра.
Не имея возможности улучшить свое положение в Toei, Такахата покинул студию в 1971 году вместе с Миядзаки и Ёити Котабэ. У Такахаты и Миядзаки появилась идея создания собственного анимационного фильма по рассказам «Пеппи Длинныйчулок». Они разрабатывали идею фильма вместе с A Production (позднее называлась Shin-Ei Animation) — анимационной студией, созданной другим бывшим аниматором Toei — Дайкихиро Кусубэ. Такахата и Миядзаки разработали несколько раскадровок и улетели в Швецию, чтобы сфотографировать местность, встретиться с автором книг, Астрид Линдгрен, и обеспечить себе права для создания фильма. Однако они не смогли достичь соглашения с правообладателями и были вынуждены отказаться от проекта. Такахата и Миядзаки оставались соавторами в нескольких других анимационных проектах вплоть до конца 1970-х годов, в том числе, по просьбе Эцуки, они взяли на себя производство аниме-сериала «Люпен III» из-за его плохих рейтингов. Они также создали фильм «Панда большая и маленькая» для TMS Entertainment, в котором использовали многие заготовки для «Пеппи Длинныйчулок».
Вскоре после этого Такахата, Котабэ и Миядзаки обратились в студию Zuiyo Enterprise с предложением создать анимационный сериал по повести «Хайди», в результате чего появился сериал «Хайди, девочка Альп», в него также вошли многие наработки для «Пеппи Длинныйчулок». На волне значительного успеха сериала Такахатой и Миядзаки был вскоре создан ещё один сериал — пятидесятисерийный Akage no Anne. Секция производства анимации в Zuiyo, к которой присоединились Такахата и Миядзаки, была оформлена как дочерняя компания под названием Zuiyo Eizo, позже переименованная в Nippon Animation. Такахата продолжал работать в Nippon Animation около десяти лет.
Примерно в 1981 году Такахата покинул Nippon Animation и присоединился к Telecom Animation Film Co., Ltd. — дочерней компании Tokyo Movie Shinsha и TMS Entertainment, где руководил созданием анимационного фильма на основе манги Jarinko Chie. Приблизительно в 1982 году Telecom Animation Film выступила с идеей анимационного художественного фильма «Немо: приключения в Сламберленде» (на основе комикса «Маленький Немо»), который должны были одновременно создавать японские и американские аниматоры. Хотя Такахата и Миядзаки начали работу над проектом, вскоре они решили покинуть его и саму компанию Telecom Animation Film из-за разногласий с американцами.

### Студия «Гибли»
В 1979 году состоялся режиссёрский дебют Миядзаки — фильм «Люпен III: Замок Калиостро», который имел большой успех. Вдохновлённый этим, Миядзаки начал работу над собственной мангой «Навсикая из Долины ветров», на основе которой в 1984 году создал одноимённое аниме, которое также стало очень успешным в коммерческом плане и получило высокие оценки критиков. Продюсером фильма был Такахата. На волне успеха Миядзаки обратился к Такахате с идеей о создании собственной анимационной студии. Студия была основана в 1985 году и получила название «Гибли» (Studio Ghibli). Ее учредителями стали Миядзаки, Такахата и два сотрудника Миядзаки: Тоcио Судзуки и Ясуёси Токума.
Хотя Миядзаки и Такахата еще со времен Toei были друзьями, их творческие отношения никогда не были простыми. Они имели разные взгляды по многим вопросам, из-за чего много спорили. По мнению главного продюсера «Гибли» Тоcио Судзуки, студия «Гибли» была во многом обязана своим ошеломительным успехом соревновательному духу между Миядзаки и Такахатой. Судзуки, как и другие работники студии, также отмечал непростой характер Такахаты и то, насколько сложно с ним работать.
В студии «Гибли» Такахата выступал и в качестве режиссёра, и в качестве сценариста, и в качестве продюсера для фильмов, срежиссированных Миядзаки. Для фильма Миядзаки «Ведьмина служба доставки» (1989) Такахата также выступил в роли музыкального продюсера. Режиссерским дебютом Такахаты в «Гибли» стала картина «Могила светлячков», выпущенная в 1988 году; она была основана на одноимённом полуавтобиографическом рассказе, написанном Акиюки Носакой и посвященном событиям Второй мировой войны. Такахата был тронут этим рассказом, поскольку сам в детстве пережил жестокие бомбардировки Окаямы. «Могила светлячков» получила широкое признание критиков за сильное эмоциональное воздействие и антивоенную тематику. Считается, что именно эта картина принесла студии «Гибли» международную известность. В следующие годы Такахата снял ещё несколько довольно успешных работ: «Ещё вчера» (1991), «Помпоко: Война тануки» (1994), «Мои соседи Ямада» (1999). Он также создал эпизод для фильма «Зимние дни» (2003), после чего надолго отказался от режиссёрской работы.
В начале 2010-х Такахата объявил, что собирается срежиссировать свой последний фильм для студии «Гибли» — «Сказание о принцессе Кагуя» (2013), примерно в то же время и Миядзаки объявил о своих планах уйти на пенсию после завершения фильма «Ветер крепчает» (2013). Размышляя о предстоящей последней картине, Такахата сказал: «Когда-нибудь мы должны были сделать японскую Хайди», и отметил сходство принцессы Кагуя с Хайди («Хайди, девочка Альп»). Такахата рассказал журналистам, что беззаботное изображение Хайди и Кагуи вытекает из его идеального представления о том, каким должен быть ребёнок. Когда фильм вышел в прокат на Западе в следующем году, он был номинирован на «Оскар» в категории «Лучший анимационный фильм».
Завершив режиссёрскую карьеру, Такахата продолжил работать в «Гибли», выступив в роли продюсера фильма «Красная черепаха» (2016) — первого художественного фильма голландского режиссёра-аниматора Михаэля Дюдока де Вита на студии «Гибли». Премьера фильма состоялась в сентябре 2016 года.

### Смерть
Такахате был поставлен диагноз рак лёгких, он скончался 5 апреля 2018 года в больнице в Токио в возрасте 82 лет. 15 мая 2018 года состоялась церемония прощания с Такахатой в музее «Гибли» в Токио. Хаяо Миядзаки сказал о смерти Такахаты: «Я был убежден, что Паку-сан (прозвище Такахаты) доживёт до 95 лет, но он, к сожалению, скончался. Это заставило меня понять, что моё время тоже ограничено. Это ещё один, последний урок, который он мне преподал. Спасибо, Паку-сан».

## Фильмография

### Помощник режиссёра
- The Littlest Warrior (Anju to Zushiōmaru), 1961
- Iron Story (Tetsu Monogatari), 1962
- Wanpaku Ouji no Orochi Taiji, 1962
- The Biggest Duel in the Underworld (Ankokugai Saidai no Kettō), 1963
- Hustle Punch (сериал) (Hassuru Panchi), 1965
- Secret Little Akko (сериал) (Himitsu no Akko-chan), 1969

### Режиссёр
- «Принц Севера» (Taiyō no Ōji — Horusu no Daibouken), 1968
- A-tarou the Workaholic (сериал) (Mōretsu Atarō), 1969
- Apache Baseball Team (сериал) (Apatchi Yakyūgun), 1971
- «Люпен III» (сериал) (Rupan Sansei), 1971
- «Панда большая и маленькая», (Panda Kopanda) 1972
- Lowest-of-the-Low Kitarou (сериал) (Gegege no Kitarō), 1972
- Red-armored Suzunosuke (сериал) (Akadō Suzunosuke), 1973
- Heidi, Girl of the Alps (сериал) (Arupusu no Shōjo Haiji), 1974
- 3000 Leagues in Search of Mother (сериал) (Haha wo Tazunete Sanzen-ri), 1976
- «Конан — мальчик из будущего» (сериал) (Mirai Shōnen Konan), 1978
- «Рыжая Аня» (Akage no Anne), 1979
- Chie the Brat (сериал) (Jarinko Chie), 1981
- «Виолончелист Госю» (Serohiki no Gōshu), 1982
- The Story of Yanagawa’s Canals (Yanagawa Horiwari Monogatari), 1987
- «Могила светлячков» (Hotaru no Haka), 1988
- «Ещё вчера» (Omohide Poro Poro), 1991
- «Помпоко: Война тануки» (Heisei Tanuki Gassen Pon Poko), 1994
- «Мои соседи Ямада» (Hōhokekyo Tonari no Yamada-kun), 1999
- «Зимние дни» (частично) (Fuyu no Hi), 2003
- «Сказание о принцессе Кагуя» (Kaguya Hime no Monogatari), 2013

### Продюсер
- «Принц Севера» (Taiyou no Ouji — Horusu no Daibōken), 1968
- «Навсикая из Долины ветров» (Kaze no Tani no Naushika), 1984
- «Небесный замок Лапута» (Tenkū no Shiro Rapyuta), 1986
- «Здесь слышен океан» (Umi ga Kikoeru), 1993
- «Красная черепаха» (La Tortue Rouge), 2016

### Музыкальный продюсер
- «Ведьмина служба доставки» (Majo no Takkyūbin) (1989)

### Сценарист
- «Могила светлячков» (Hotaru no Haka), 1988
- «Мои соседи Ямада» (Houhokekyo Tonari no Yamada-kun), 1999
- «Сказание о принцессе Кагуя» (Kaguya Hime no Monogatari), 2013

### Автор идеи
- Wasteland Boy Isamu (сериал) (Kouya no Shounen Isamu), 1973
- Flanders no Inu (сериал) (Furandaasu no Inu), 1975
- Seton Animal Chronicles: Jacky the Bear Cub (сериал) (Shiiton Doubutsuki Kuma no Ko Jakkii), 1977
- Perrine’s Story (сериал) (Periinu Monogatari), 1978
- «Таро, сын дракона» (Tatsu no Ko Taro), 1979